# Dipnoicos
Dipnoicos (também chamados de Dipnoi ou Dipneusti, e apelidados como "peixes pulmonados"), é a designação dos peixes da classe Dipnoi, no grupo dos sarcopterígios (Sarcopterygii) isto é, peixes ósseos que podem ser pulmonados facultativos (respiração branquial quando há água e respiração pulmonar quando não há água) ou pulmonados obrigatórios. Vivem exclusivamente em água doce, eles têm um tamanho moderado e “forma normal” a alongada. Tem narinas internas atípicas (sua narinas se abrem dentro da cavidade bucal), pulmões funcionais e sistema circulatório diferenciado, por estas características eles foram considerados no passado como ancestrais dos tetrápodes.
Os peixes dipnoicos são especiais pelo fato de terem como órgão primário de respiração um pulmão especializado que não possui brônquios, sendo capaz de extrair oxigênio diretamente do ar atmosférico. Este é um órgão ímpar em Neoceratodus e par em Lepidosiren e Protopterus.

## Estudo evolutivo

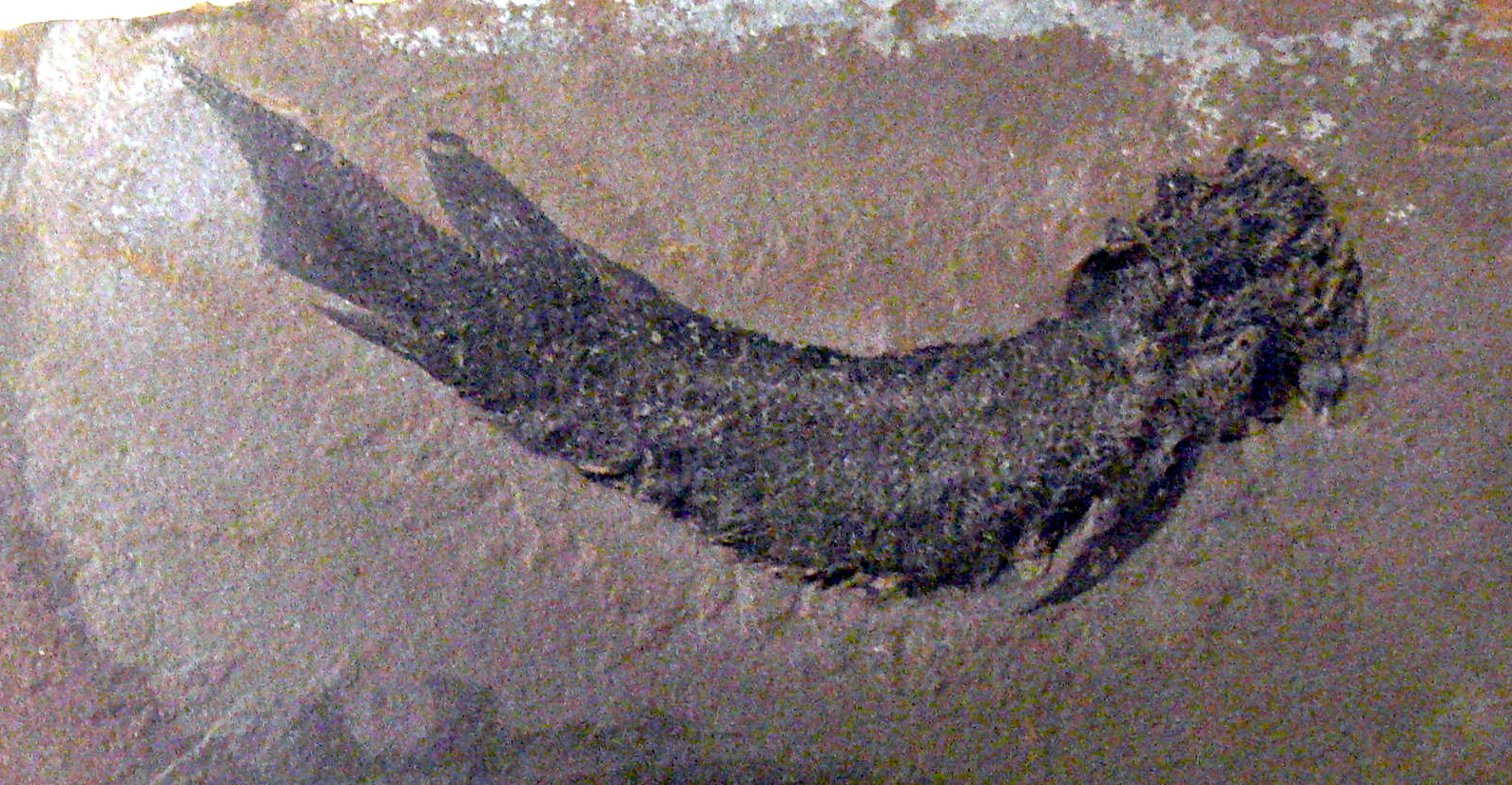
Registro fóssil do Dipterus valenciennesi, já extinto.

De acordo com registros fósseis, os peixes sarcopterígios eram abundantes no período Devoniano, o seu número diminuiu muito desde o fim de era paleozoica. Sua primeira irradiação foi significativa e resultou em formas de água doce e salgada e organismos que deram origem aos tetrápodes.
Com a redução do número de sarcopterígios, apenas quatro gêneros permanecem extantes, três gêneros são dipnoicos e um que não é dipnoico, este que vive em águas oceânicas profundas, Latimeria chalumnae, do oceano Índico, costa leste da África.
Os primeiros fósseis de dipnoicos eram marinhos e formavam um grupo distinto entre os Osteichthyes. Os peixes primitivos de nadadeiras raiadas têm muitos caracteres comuns, as relações felogênicas dos Sarcopterygii são controvertidas, estas controvérsias foram importantes porque a partir da linhagem sarcopterygianas que surgiram os Tetrápodes e com eles estabelece-se a vida dos vertebrados no meio terrestre. Os Sarcopterygii eram divididos em dois grupos irmãos: os peixes pulmonados ou Dipnoi (di= dupla pnoe= respiração), e os Crossopterigii (cross= franja pterygium= nadadeira).
Os Sarcopterygii primitivos eram semelhantes quanto à forma e a dimensões (20 a 70 centímetros de comprimento), tinham duas nadadeiras dorsais, um lobo epicordal na nadadeira heterocerca caudal, e nadadeiras pares carnosas, com escamas, e com um eixo ósseo central como as barbas se dispõem em relação à ráquis numa pena, ou as nervuras compostas de uma folha, num padrão completamente diferente dos raios dos Actinopterígios que se dispõem como o raio de um leque. Na evolução dos peixes ósseos, no período Devoniano, estabeleceu-se duas linhas principais de peixes, os Sarcopterygii que possuem nadadeiras carnosas, e contém também um eixo esquelético articulado que se assemelham a dos Pleuracantos, os poucos dentes formam duas placas dentígeras palatares laterais, em forma de leque adaptados para tritura. A caixa craniana e coluna vertebral são pouco ossificadas, Já as escamas dos atuais dipnoicos têm estruturas simplificadas e algumas vezes degeneradas.
Os poderosos músculos adutores da maxila inferior prendem-se em vários pontos do neurocrânio. Ao longo da história evolutiva dos dipnoicos, o aparelho alimentar triturador de alimentos duros (durofágico), persistiu em todas as formas. Os peixes pulmonados desenvolveram uma forma corpórea característica e distinta entre os Osteichthyes, a nadadeira dorsal anterior foi perdida, as nadadeiras dorsal posterior e anal são contíguas, entre si, desde o terço posterior do corpo e a nadadeira caudal, primitivamente heterocerca, modificou-se e ficou simétrica, e houve redução tanto no número de ossos dérmicos cefálicos que formavam um mosaico como também no revestimento de cosmina que revestia estes ossos.
Desde o Devoniano, o aparelho alimentar dos dipnoicos mudou muito pouco. Provavelmente os dipnoicos viventes não são muito diferentes de seus ancestrais. Os primeiros peixes modernos reconhecidos (Semionotidae, do Triássico e Jurássico) eram habitantes lentos do fundo e tinham escamas ganoides. A família deu origem a diversos ramos, a maioria dos quais se extinguiu durante o Cretáceo, exceto Amia, Lepisosteus e Hiodon que ainda vivem na América do norte. A maioria das famílias modernas e alguns poucos gêneros existente provavelmente datam do período Eoceno.
Os Dipnoi passaram por uma grande diversificação no Devoniano, tendo atingido 100 espécies. O número de peixes pulmonados diminuiu substancialmente no Carbonífero e, na atualidade, existem apenas seis espécies.
A ordem Dipnoi (peixes pulmonados) floresceu durante o Paleozoico e reduziu-se no Triássico; mas neste período espécies semelhantes ao Neoceratodus da Austrália foram de ocorrência mais ou menos universal. As seis espécies viventes de peixes pulmonados, na Austrália, África e América do Sul são parentes viventes mais próximos dos anfíbios, mas não estão na principal linha evolutiva dos anfíbios, de certo modo representa a transição entre os peixes e os anfíbios.
Os dipnoicos distinguem-se por terem perdido a articulação entre o osso prémaxilar e maxilar e a fusão do palatoquadrado com crânio maciço. O atual dipnoico africano Protopterus descende já do extinto Dipterus, que se desenvolveu a cerca de 360 milhões de anos, quando as águas do interior baixavam gradualmente à medida que a terra se elevava. Os dipnoicos conseguem sobreviver por vários anos durante os períodos secos, enterrando-se nos fundos lamacentos e respirando graças a orifícios propositalmente abertos para a comunicação com a atmosfera, o "focinho" fica sempre para cima tornando possível o aproveitamento do oxigênio. Dos sentidos, o olfato parece ser o mais desenvolvido, enquanto o da visão é diminutivo. A sensibilidade à luz é bastante evidente, pois o animal muda facilmente de coloração. Ao crepúsculo, os cromatóforos negros contraem-se provocando coloração clara; ao amanhecer, os mesmos pigmentos distendem-se e a pele readquire coloração escura.

## Alimentação
O peixe pulmonado australiano, Neoceratodus foresteri, é muito semelhante, morfologicamente, aos dipnoicos da era Paleozoica e Mesoica. Como todos os outros dipnoicos viventes, o Neoceratodus é restrito à região sudeste de Queensland, Austrália. O dipnoico australiano alcança 1,5 metros de comprimento e 45 quilos de peso.
Apesar de esse dipnoico lutar vigorosamente quando fica preso numa rede de pesca, no ambiente natural move-se lentamente sobre o substrato alimentando-se de plantas e invertebrados. Nada por meio de movimentos ondulatório do corpo e rasteja sobre o fundo apoiando-se sobre as nadadeiras peitorais e pélvicas. A percepção química parece ser muito importante para estes peixes, pois existem numerosos botões gustativos forrando a mucosa bucal. Dois curtos dutos nasais põem cada uma das narinas em comunicação com a região dorsal anterior da cavidade bucal. 
A piramboia, Lepidosiren paradoxa, alimenta-se, preferencialmente de um molusco do grupo da ampulária, que são muito abundantes nestes charcos (região alagada e pantanosa da Amazônia, Mato Grosso do Sul e Paraguai), porém, juntamente com esse molusco, ingere também certas algas e algumas plantas fanerógamas.
Os dipnoicos alimentam-se com uma vasta gama de itens alimentares animais, e desta maneira aumentam significativamente a sua biomassa. Durante a época das chuvas o peixe cresce e engorda, devido a grande quantidade de alimentos. Com a chegada da estiagem e, conseqüentemente, com a baixa das águas, deixa de se alimentar e mergulha na lama; cava um canal de 1 metro de profundidade no lodo e esta galeria termina numa ampla câmara que varia de tamanho de acordo com as dimensões do peixe e mete-se neste buraco, onde continua a viver exclusivamente a custa da respiração, tornando-se pouco ativos. Embora o animal gaste pouca energia durante a estivação, o metabolismo é mantido e este consome a energia das proteínas musculares, normalmente os peixes pulmonados ficam menos de seis meses em estivação, mas podem permanecer neste estado até quatro anos sob condição da estivação forçada. Quando a chuva retorna os peixes estão fracos e perderam muito peso, mas tornam-se ativos rapidamente alimentando-se vorazmente de moluscos, crustáceos e peixes, em menos de um mês voltam ao seu tamanho e peso anteriores à seca.

## Respiração
Em todos os dipnoicos viventes, o pulmão é dorsal ao intestino, embora ligado à face ventral do esôfago por um tubo. É bilobado nas espécies africanas (Protopterus), e sul americano (Lepidosiren), porém é ímpar no peixe dipnoico australiano. O pulmão dos dipnoicos ao contrário do pulmão de Polypterus, contém câmaras ou bolsas internas para aumentar a superfície respiratória e é bastante vascularizado por ramos e veias e artérias pulmonares.
Não há nenhuma estrutura semelhante a um pulmão nos peixes ósseos, exceto em Polypterus, nos dipnoicos e, presumível, nos Crossopterygii, o pulmão primitivo transformou-se numa bexiga natatória ou órgão hidrostático que pode ou não estar ligado ao esôfago por meio de uma conexão dorsal. Por intermédio de glândulas, a quantidade de gás na bexiga natatória pode ser aumentada ou diminuída, de modo a manter o corpo em vários níveis dentro da água. Para que os peixes possam desenvolver suas atividades vitais (crescer, reproduzir, etc.), devem receber uma quantia importante de energia. Esta quantia de energia se obtém mediante a nutrição e a posterior ruptura química das gorduras e dos carboidratos que ingerem.
Esta ruptura e degradação denominam-se oxidação e ocorre a nível celular, consome oxigênio e produz dióxido de carbono (CO2). Para satisfazer esses requisitos energéticos é importante que os peixes absorvam oxigênio e distribuam ao longo do corpo, em todas as células. Por sua vez o dióxido de carbono (CO2), deve ser recolhido e despejado no meio ambiente. Isso não é outra coisa que o mecanismo de respiração é com a todos os animais. Sendo a água um dos meios menos propícios para se obter oxigênio, as diversas famílias de peixes são capazes de resolver esta dificuldade mediante a elaboração de formas de respiração muitas vezes diferentes entre si. Se dermos conta que na água bem arejada, tem vinte e cinco vezes menos oxigênio que o ar, pode-se compreender que fazem falta mecanismos mais especializados para se obter uma boa oxigenação no sangue e possibilitar o oxidação à nível celular.
Alguns peixes são evoluídos em formas muito diferentes que os outros peixes, são o caso dos peixes pulmonados que extraem o oxigênio diretamente do ar atmosférico, a curto tempo utilizam um órgão denominado "labirinto" esse órgão armazena o ar e quando posteriormente se comprime em uma câmara supra branquial e se introduz por meio dos vasos sanguíneos. Para que isso seja possível os pulmonados devem primeiro eliminar o ar contaminado com o dióxido de carbono, no qual fazem na forma de uma borbulha pouco antes de subir para respirar. Os juvenis dos gêneros Protopteros (africano) e Lepidosiren (sul-americano) possuem verdadeiras brânquias externas, mas estas restringem com a idade. Os dipnoicos adultos sul-americanos e africanos necessitam de subir à superfície para respirar, e a respiração ao subir à superfície é feita pela boca, enquanto que o gênero Neoceratodus (australiano), mais arcaico, é ainda capaz de obter oxigênio suficiente a partir da água, a não ser que esta fique estagnada.
A divisão do coração é mais completa nos peixes pulmonados (dipnoicos), que possuem guelras, pulmões e circulação pulmonar. O peixe pulmonado africano, Protopterus, tem um septo parcial no átrio e no ventrículo e pregas espiraladas no bulbus cordis. Esse arranjo mantém a separação do sangue oxigenado do desoxigenado no coração. Os arcos branquiais anteriores têm lamelas ausentes, e o sangue oxigenado pode fluir do lado esquerdo do coração diretamente para os tecidos. Intimamente à lamela presentes nos arcos branquiais posteriores há uma conexão artério-arterial, que permite ao sangue desviar da lamela quando somente o pulmão está operando (por exemplo, durante a estivação, estado de torpor que ocorre no verão).
O sangue dos arcos branquiais posteriores flui para o pulmão ou entra na aorta dorsal através de um ducto. O ducto é ricamente inervado e está indubitavelmente envolvido no controle do fluxo sangüíneo entre a artéria pulmonar e a circulação sistêmica. O segmento inicial da artéria pulmonar é muscular e é referido como segmento vaso-motor pulmonar. Esse segmento vaso-motor e o ducto provavelmente atuam em um modelo recíproco: quando um se contrai, o outro se dilata. O ducto em peixe pulmonar é análogo ao canal arterial do feto de mamífero, atuando como um circuito secundário em relação ao pulmão quando este não está funcionando.
Muito pouco se sabe sobre o único peixe pulmonado sul-americano, a piramboia, (Lepidosiren paradoxa); já a biologia de seu parente africano do gênero Protopterus, com quatro espécies reconhecidas é bem conhecida, e sua ecologia a melhor estudada entre os dipnoicos. Estes dois gêneros distinguem-se por terem um número diferente de brânquias que são filamentosas e muito delicadas. Estas brânquias não são capazes de fornecer o oxigênio suficiente para a respiração destes animais por isso usam os pulmões para respirar. Apesar disso as brânquias são as responsáveis pela eliminação do gás carbônico.

## Reprodução
Com o inicio da estação das chuvas, começa a época reprodutiva. Os progenitores acumulam restos vegetais num buraco/toca (com cerca de 1,5 metros de comprimento) por forma a criarem um ninho. Na época reprodutiva o macho é responsável pela proteção dos juvenis. Os machos podem aumentar os níveis de oxigênio na toca/casulo devido à existência de vasos na barbatana pélvica que é capaz de executar uma função oposta a das brânquias/pulmão. Liberta o oxigênio do sangue e absorve o dióxido de carbono (CO2).
Estas barbatanas pélvicas altamente vascularizadas estão apenas presentes nos machos sexualmente ativos do gênero Lepdosiren, não se verificando a sua presença nos gêneros Protopterus e Neoceratodus. Durante as primeiras semanas de vida, os juvenis conseguem apenas extrair oxigênio a partir da água através das suas brânquias externas. Só quando atingem sete semanas é que são capazes de respirar ar, e por estas alturas inicia-se a regressão das brânquias externas.
Em Neoceratodus, o seu comportamento é pouco conhecido, talvez os machos sejam territorialistas porque são muito seletivos a respeito da vegetação sobre a qual os ovos são depositados; não foi observado cuidado com a prole após a postura. Os ovos têm uma casca gelatinosa adesiva e medem apenas 3 milímetros de diâmetro, os jovens nascem depois de três a quatro semanas e pela dificuldade de se observar estes jovens no ambiente natural pouco se conhece da fase juvenil do Neoceratodus.
Em Lepidosiren os ovos são postos em tocas subterrâneas aliás diferentes da que fazem na época das secas. Cada toca tem uma entrada de cerca de 4 a 5 polegadas de largura. Esta passa verticalmente para o ninho de baixo, cujo fundo está de 9 a 12 polegadas sob a superfície do solo. O ninho corre horizontalmente e varia muito, tanto na forma quanto no tamanho. Às vezes ele é quase reto, às vezes curvo ou tem o plano em forma de "L". Já foi observado uma dessas galerias estender-se por 4 ou 5 pés, mas o comum é elas medirem cerca de dois pés de comprimento por 8 de largura. Após a postura o macho fica no ninho com os ovos, numa posição recurvada por causas das dimensões deste. Os índios dizem não haver cópula, sendo os ovos fertilizados após a postura e parece ser provavelmente o caso, conquanto não se tenham provas para comprovar esta asserção.
Os filhotes, a exemplo da espécie africana, devem passar por uma metamorfose larval e possuírem brânquias externas.
A piramboia, (Lepidosiren paradoxa), foi descoberta no Brasil pelo naturalista austríaco Johannes von Natterer, que esteve dezoito anos percorrendo o Brasil a serviço da ciência. Descobriu um exemplar de piramboia num poço, próximo ao rio Madeira e outro acima de Vila Nova, ambos no Amazonas. Os indígenas denominavam "piramboia", era um peixe-cobra, quer dizer peixe-réptil, sendo a partir de então considerado por Johannes von Natterer um animal interessante por ser um representante intermediário, uma forma de transição entre peixes e anfíbios.
Os peixes pulmonados pertencem à classe Dipnoi, sendo representados por duas ordens: Ceratodontiformes, que possui uma única família, a Ceratodontidae, e a única espécie pertencente a esta família é a Neoceratodus forsteri de origem australiana. A outra ordem é a Lepidosireniformes que possui duas famílias conhecida, a Protopteridae e a Lepidosirenidae que possui sete espécies africanas que são: Protopterus aethiopicus aethiopicus; Protopterus aethiopicus congicus; Protopterus aethiopicus mesmaekersi; Protopterus amphibius; Protopterus annectens annectens; Protopterus annectens brieni e o Protopterus dolloi. A família Lepidosirenidae é de origem sul-americana, é a Lepidosiren paradoxa.
Hoje, apesar de se acreditar que os dipnoicos (dos quais a piramboia Lepidosiren paradoxa, é um bom exemplo), são os mais próximos parentes dos tetrápodas, o interesse pelos Celacantos não diminuiu, pois, sendo estes considerados o elo perdido entre os peixes, são um dos animais mais estudados sobre os aspectos da ciência.

## Taxonomia
- Subclasse Sarcopterygii
- Infraclasse Dipnoi

```
,--†Família 
Diabolichthyidae

| ,--†Família 
Uranolophidae

| |  __,--†Família 
Speonesydrionidae

'-|-|  '--†Família 
Dipnorhynchidae

   |     ,--†Família 
Stomiahykidae

    '---| ___ ,--†Família 
Chirodipteridae

          |       '-|--†Família 
Holodontidae

          |------†Família 
Dipteridae

          |  __,--†Família 
Fleurantiidae

          '-|  '--†Família 
Rhynchodipteridae

              '--†Família 
Phaneropleuridae

                     | ,--†Família 
Ctenodontidae

                       '-| ,--†Família 
Sagenodontidae

                          '-|--†Família 
Gnathorhizidae

                             '--Ordem 
Ceratodontiformes

                                  |--†Família 
Asiatoceratodontidae

                                  |--†Família 
Ptychoceratodontidae

                                  |--Família 
Ceratodontidae

                                  |  '--†Género 
Ceratodus

                                  |  '--†Género 
Metaceratodus

                                   '--Família 
Neoceratodontidae

                                        | '--†Género 
Mioceratodus

                                        | '--Género 
Neoceratodus
 - 
                                        '--
Ordem Lepidosireniformes

                                               '--Família 
Lepidosirenidae
 - 
                                               '--Família 
Protopteridae
 -
```